# Storvattenbodtjärnarna
Storvattenbodtjärnarna är en sjö i Strömsunds kommun i Jämtland och ingår i Ångermanälvens huvudavrinningsområde. Sjön har en area på 0,086 kvadratkilometer och ligger 483 meter över havet.

## Delavrinningsområde
Storvattenbodtjärnarna ingår i det delavrinningsområde (715197-143599) som SMHI kallar för Mynnar i Västra Sakrivattnet. Medelhöjden är 545 meter över havet och ytan är 10,39 kvadratkilometer. Det finns inga avrinningsområden uppströms utan avrinningsområdet är högsta punkten. Vattendraget som avvattnar avrinningsområdet har biflödesordning 4, vilket innebär att vattnet flödar genom totalt 4 vattendrag innan det når havet efter 297 kilometer. Avrinningsområdet består mestadels av skog (85 procent). Avrinningsområdet har 0,17 kvadratkilometer vattenytor vilket ger det en sjöprocent på 1,7 procent.